# Once Upon a Time in the West (Dire Straits)
"Once Upon a Time in the West" is een nummer van de Britse rockgroep Dire Straits uit 1979.

## Achtergrond
"Once Upon a Time in the West" is het openingsnummer van het album Communiqué. Het nummer is geschreven door Mark Knopfler en geproduceerd door Barry Beckett en Jerry Wexler. Het is in oktober 1979 in de Verenigde Staten op single uitgebracht. Waar de eerste single van het album, "Lady Writer", de hitlijsten wel wist te halen, werd "Once Upon a Time in the West" geen hit, waarna Warner Bros. besloot de single niet op de Europese markt uit te brengen. De single is ook niet opgenomen op de drie compilatiealbums van de band. Desondanks wist het nummer in 2024 net aan een positie in de Nederlandse Top 2000 te behalen.
Tijdens live-optredens speelde de band vaak een langere versie van het nummer. Zo is het de openingstrack op het live-album Alchemy: Dire Straits Live, opgenomen in juli 1983 in het Hammersmith Odeon te Londen, in een versie van ruim 13 minuten, ruim twee keer zo lang als de albumversie.

## NPO Radio 2 Top 2000
Once Upon a Time in the West stond in 2024 voor het eerst in de NPO Radio 2 Top 2000, op plek 1996.